# Victoria (Virginie)
Pour les articles homonymes, voir Victoria.
La ville incorporée (town) de Victoria est située dans le comté de Lunenburg, dans le Commonwealth de Virginie, aux États-Unis. Sa population s’élevait à 1 725 habitants lors du recensement de 2010, estimée à 1 671 habitants en 2016.

## Source
- (en) Cet article est partiellement ou en totalité issu de l’article de Wikipédia en anglais intitulé « Victoria, Virginia » (voir la liste des auteurs).